# Weeghaak

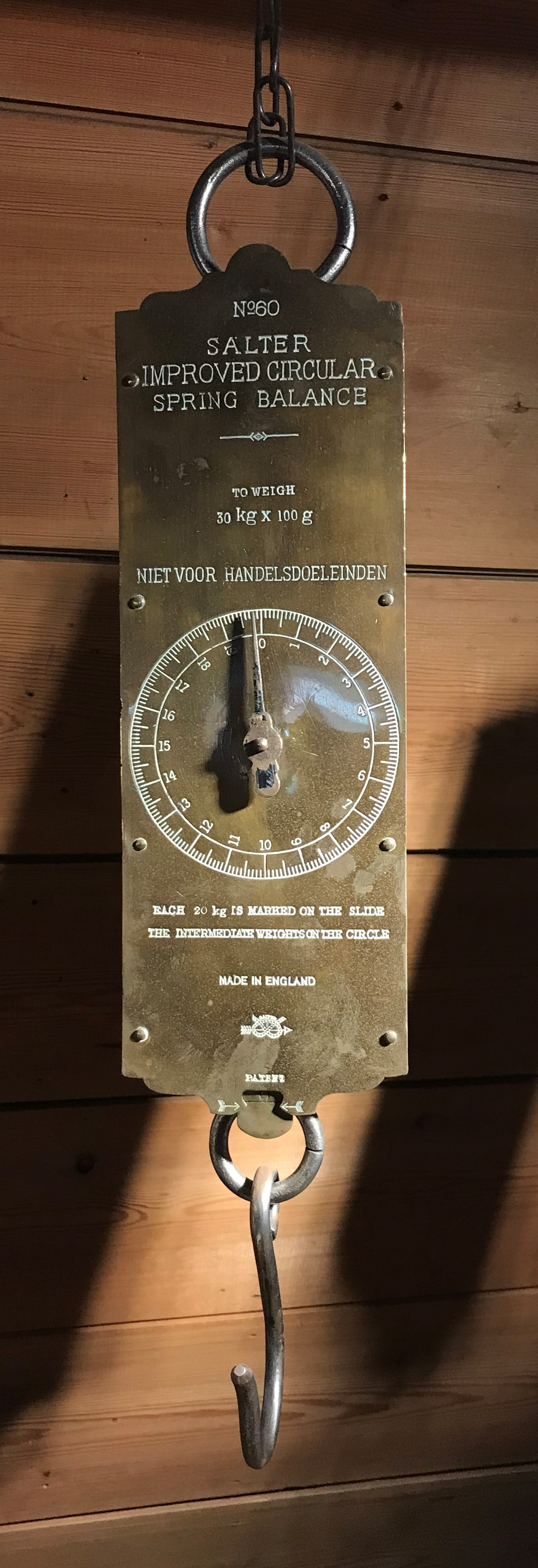
Weeghaak (Weegschaalmuseum, Naarden)

Een weeghaak of veerunster is een haak waaraan een te wegen massa gehangen wordt. 
Een weeghaak bestaat uit een verticale behuizing met schaalverdeling, waarin zich een stalen veer bevindt. Het huis van een veerunster is meestal gemaakt van koper of messing. Aan de onderkant bevindt zich een haak, waaraan men bijvoorbeeld een jutezak kan ophangen en aan de bovenkant bevindt zich een oog, waardoor men het geheel met één vinger op kan tillen.
Net als bij een weegschaal wordt gebruikgemaakt van een metaalveer, maar hier wordt de veer uitgetrokken in plaats van ingeduwd (zie Wet van Hooke). Door de massa van de vracht rekt de veer uit en is de massa op de schaalverdeling af te lezen. Door het gebruik verloor de veer aan veerkracht waardoor niet meer het juiste gewicht werd aangegeven.
Voordelen zijn het kleine formaat waardoor de weeghaak gemakkelijk is mee te nemen. De weeghaak wordt opgehangen en dit maakte het waterpas stellen van de weegschaal overbodig.
Moderne weeghaken hebben een digitaal venster om het gewicht af te lezen.
Een weeghaak wordt ook unster genoemd, maar een unster kan twee soorten weeginstrumenten betekenen.